# Long Beach, New York
Long Beach är en stad i Nassau County i den amerikanska delstaten New York på Long Beach Barrier Island söder om Long Island med en yta av 5,5 km² och en folkmängd, som uppgår till 33 275 invånare (2010). Av ytan är 4,6 km² vatten. Det bildades 1922. Staden Long Beach omges av Reynoldskanalen i norr, öster och väster och Atlanten i söder. Long Beach är slutstationen för Long Island Rail Roads Long Beach Branch. Stadens motto är "Civitas ad mare", som betyder "Staden vid havet."
Ett antal filmer som City by the Sea, Gudfadern och Taxi Driver innehåller scener från Long Beach.

## Kända personer från Long Beach
- Billy Crystal

Lil Peep